# (10388) Zhuguangya
(10388) Zhuguangya est un astéroïde de la ceinture principale.

## Description
(10388) Zhuguangya est un astéroïde de la ceinture principale. Il fut découvert le 25 décembre 1996 à la station de Xinglong par le programme Beijing Schmidt CCD Asteroid Program. Il présente une orbite caractérisée par un demi-grand axe de 3,22 UA, une excentricité de 0,09 et une inclinaison de 17,0° par rapport à l'écliptique.

## Compléments